# Colin Odutayo
Colin Ladipo Odutayo (* 8. März 2001 in Roermond) ist ein niederländisch-nigerianischer Fußballspieler. Der Flügelstürmer steht seit 2024 in der Schweiz beim FC Aarau unter Vertrag.

## Karriere
Colin Odutayo wurde in Roermond an der niederländisch-deutschen Grenze geboren. Er begann mit dem Fußballspielen in seiner Kindheit beim SHH Herten, bevor er über die Jugend von Fortuna Sittard in den Nachwuchsbereich des belgischen KRC Genk aufgenommen wurde. In der Saison 2015/16 bestritt er einige inoffizielle Testspiele mit der niederländischen U15-Nationalmannschaft, jedoch ohne in einem offiziellen Länderspiel eingesetzt zu werden. Mit 16 Jahren wurde er 2017 in die Akademie des englischen Vereins Aston Villa aufgenommen und kam dort ab dem Frühjahr 2018 auch vereinzelt bei der U21-Mannschaft des Vereins in der Premier League 2 zum Einsatz. Ab dem Sommer 2020 war er ein Jahr vereinslos, ehe ihn im Sommer 2021 Roda Kerkrade in den Niederlanden für deren zweite Mannschaft unter Vertrag nahm.
Im Sommer 2022 wechselte Odutayo nach Litauen zum dortigen Zweitligisten FC Neptūnas. Ein halbes Jahr später verpflichtete ihn im Januar 2023 der Erstligist FK Riteriai aus der Hauptstadt Vilnius, bei dem sich Odutayo als Stammspieler durchsetzen konnte. Ab Anfang 2024 spielte Odutayo ein halbes Jahr lang in Finnland für den Erstligisten FC Lahti, für den er in insgesamt 20 Pflichtspielen sieben Treffer erzielte. Im Sommer 2024 schloss sich der Flügelstürmer dem Schweizer Zweitligisten FC Aarau an, der ihn mit einem Zweijahresvertrag bis 2026 ausstattete.